# Rim Riahi
Rim Riahi (arabe : ريم الرياحي) est une actrice tunisienne. Elle est notamment connue pour avoir joué le rôle de Hanene dans la série télévisée Naouret El Hawa.
En 2014, elle reçoit le prix de la meilleure actrice pour son rôle de Hanène Lahmar dans Naouret El Hawa et le prix de la star ramadanesque aux Romdhane Awards, attribués par Mosaïque FM.
Elle est mariée au réalisateur Madih Belaïd entre 2006 et 2022 ; ils sont parents de trois enfants.

## Filmographie

### Cinéma
- 1998 : Noces de lune de Taïeb Louhichi
- 2006 : Ellombara d'Ali Abidi[2]
- 2010 : La Dernière heure d'Ali Abidi[3]

### Télévision
- 1997 : El Khottab Al Bab (saison 2) de Slaheddine Essid : Raoudha
- 1999 : Ghalia de Moncef El Kateb
- 2002 : Gamret Sidi Mahrous de Slaheddine Essid : Lilia Mardoum-Srairi
- 2005 : Mal Wa Amal d'Abdelkader Jerbi
- 2006 : Hayet Wa Amani de Mohamed Ghodhbane : Zohra
- 2010 : Njoum Ellil (saison 2) de Madih Belaïd
- 2014-2015 : Naouret El Hawa de Madih Belaïd : Hanène Lahmar
- 2016 : Al Akaber de Madih Belaïd
- 2020 : Nouba (saison 2) d'Abdelhamid Bouchnak : Najoua
- 2021 : Machair de Muhammet Gök : Rim
- 2022 : Baraa de Mourad Ben Cheikh et Sami Fehri : Zohra
- 2023-2024 : Fallujah de Saoussen Jemni : Dalila
- 2025 : El Fetna de Saoussen Jemni : Malika Sallemi